# 旭区 (横浜市)
旭区（あさひく）は、横浜市を構成する18行政区のうちの一つ。

## 概要
1950年代から横浜市中心部や京浜工業地帯への通勤者のベッドタウンとして宅地化が進み、丘陵地や農地に万騎が原・上白根・左近山・ひかりが丘・横浜若葉台団地などの大規模団地が造成され人口が激増した。1999年4月には日本最大級のよこはま動物園ズーラシアが開園した。区内を横断する保土ヶ谷バイパス（国道16号）は渋滞の名所で知られるが、2016年4月24日に上川井インターチェンジから南町田北交差点間の延伸事業が完成し（町田立体事業）が完成した事により、いくぶん渋滞は緩和された。
相模鉄道（相鉄本線）沿いの二俣川駅・鶴ヶ峰駅周辺地区は横浜市における主要な生活拠点（旧:副都心）に位置付けられており
、2007年まで鶴ヶ峰駅南口地区において再開発事業が行われた。二俣川駅南口でも、市道鴨居上飯田線（都市計画道路）整備及び相鉄・JR直通線開業に伴う駅ビルなどの再開発が行われている。2016年12月17日には南口交通広場の使用開始、2018年4月27日には新駅ビル「JOINUS TERRACE 二俣川」がオープンし、同年12月を以て南口駅舎のリニューアルが完了した（「二俣川駅#南口エリアの再開発」も参照）。今後は二俣川地区で再開発が行われることになり、2010年度より中尾町の二俣川県有地に所在する県の行政機関のうち、県立がんセンターと神奈川県警察運転免許センターにおいて、県有地内での相互移転を含む大規模な改修が行われた。
旭区の郵便番号は241-XXXXであり、神奈川西郵便局が区分を担当し、横浜旭郵便局が集配を担当する。なお240は保土ケ谷区、242は大和市であり、東から順に番号が振られている。

## 地理
区の南部を相鉄本線が横断し、二俣川駅から南にいずみ野線が分岐する。同じく区南部を東海道新幹線が横断するが区内に駅は無い。区の北西から東に帷子川が貫流し、これに国道16号（旧八王子街道）が平行する。帷子川は大幅な改修工事により旭区役所および鶴ヶ峰駅近辺において流域の移動や暗渠化を併せた整備が行われている。区を北西から南東に国道16号保土ヶ谷バイパスが貫通しており、区内の主要道路と接続して旭区の大動脈となっている。中央部は北東から南西にかけて中原街道が通っており、こちらもかなりの交通量を誇る。この中原街道と保土ヶ谷バイパスが交差する地点が下川井インターチェンジであり、交通の要衝となっていあるため終日に渡って混雑している。
相鉄二俣川駅の北側には、運転免許試験場・がんセンター・公文書館など県の施設が多数集まり、二俣川駅と鶴ヶ峰駅の間の県道横浜厚木線（厚木街道）沿いには旭区役所・旭警察署・横浜旭郵便局が設置される。鶴ヶ峰駅周辺と二俣川駅周辺はこれら施設への用務客や周辺地域住民を相手にした商店街や繁華街が発達しており、とりわけ相鉄が運行する電車の全種別が停車する二俣川駅の発展ぶりは目覚ましい。これらが総合して区の中心を形成している。一方で希望ヶ丘駅や南万騎が原駅はどちらも比較的閑静な住宅街の中のこぢんまりとした駅で鶴ヶ峰駅や二俣川駅ほどの活気は見られない。
従来から計画された相模鉄道の都心直通計画（神奈川東部方面線）が2019年11月30日に一部完成し、JR埼京線への乗り入れが開始された。直通線の運行開始により、中心となる二俣川駅からは従来大和駅や横浜駅を経由する必要があった新宿駅の他、一部大宮駅・川越駅まで乗り換えなしで到達可能となった。しかし直通線の本数はラッシュ時4本平常時2本と限られる事、高額に設定された運賃、湘南新宿ラインの過密ダイヤ、遅延の増加に対する懸念などの課題も多々あり、二俣川駅の再開発が進み直通計画も現実味を帯びた現在でも旭区の人口減少は食い止められていない。二俣川駅周辺など一部で地価の上昇も認められるが、川崎市・横浜市北部・海老名市・相模原市街と比較して伸び悩んでおり、旭区全体では慢性的な下落傾向が継続している。
なお瀬谷区に位置する三ツ境駅であるが、当駅の北口を出るとすぐに旭区域が迫っている。このため当駅を最寄りとする旭区民も多いほか、聖マリアンナ医科大学横浜市西部病院や程ヶ谷カントリー倶楽部は、いずれも旭区内に所在しながら瀬谷区に所在する当駅を最寄り駅とする。
厚木街道や八王子街道が通ることから、かつては厚木市や町田市との交流が非常に盛んであった。横浜が発展した以降はベッドタウンとして開発され、横浜都市圏の郊外部として位置づけられるようになったが、相鉄線や保土ヶ谷バイパス・大和バイパスなど県西部へのアクセスが充実していることから、未だ県央県西部・多摩地域との結びつきは強い。

### 地形
区の大半は八王子市の高尾山から連なる多摩丘陵に位置し、標高は60〜100m程である。平均標高は63.5mで、市内で最も高い。西部は一部相模野台地に含まれるため、上瀬谷通信施設跡地ではなだらかで広大な草原地帯が広がる。区の中央を帷子川が縦断し、源流も区内にある。保土ヶ谷バイパス沿いや区の西部には広範囲に横浜市風致地区条例に基づき市街化調整地域が設定されて生産緑地、公園、山林などになっており、区内には川井矢指風致地区・今井大池名瀬風致地区・三保新治風致地区の3つの風致地区がある。そのため横浜市内では緑被率が2番目に高くなっている。

### 気候
夏期の平均気温が横浜市内では最も低い。2019年は25.6℃であり、最も平均気温が高かった鶴見区よりも1.5℃低くなっている。また2013年から2017年まで過去5年間の8月の平均気温は26.6℃であり、これは山間部に近い八王子市 (26.42℃) と同程度である。このように夏季の平均気温が相対的に低い理由は、内陸部に位置しており朝晩の冷え込みが強い上に、区域を囲うように緑地が形成されており、ヒートアイランド現象の影響が少ない事が挙げられる。
冬期はさらに顕著になる。内陸性の気候が認められるため最低気温は0度を下回ることが多く、氷点下5度以下まで下がることも珍しくない。海が近い横浜中心部と比べると最高気温は殆ど変わらないものの、最低気温は3〜5度程度低い場合が多く、朝晩の冷え込みが厳しい。
太平洋側に位置する横浜市にあるため基本的に雪は降らないが、南岸低気圧の影響で降水があると雨ではなく雪になることも多い。その積雪は30cmを超えることもありニュースでも度々報道される。2014年2月17日に関東にもたらされた大雪では横浜中心部で積雪深27cmであったが、旭区では2月8日の積雪も残っていたところに更に降り積もったため60〜70cmの積雪となった。ヒートアイランド現象が強く現れる横浜市街や、丹沢山地が季節風を遮ることにより雪が降りにくい県央地域平野部と比較して、冬は雪に対する警戒が必要な地域である。

### 隣接している行政区
横浜市西部に位置し、北は緑区・西は瀬谷区・東は保土ケ谷区・南は戸塚区および泉区と接している。東京都心まで35km、横浜中心部まで13km。
なお東京都町田市と直接は接していないが、互いの境界は最短200m弱と接近している。

## 歴史
古代、武蔵国都筑郡に属し、保土ケ谷区から当区にかけて広大な榛谷（はんがや）御厨（榛谷氏は坂東八平氏のうち秩父氏の流れ）が存在し、善部（膳部）・半が谷などの地名が残る。
二俣川も参照。
横浜市に編入される以前は都筑郡に属し、郡役所が現在の都岡町に置かれたが、後に川和町（現都筑区）に移転した。隣の戸塚区・泉区および瀬谷区との区境はかつての武相国境である
- 1063年 - 白瀧山成願寺（現在の白根不動）が鎌倉景正により建立される。
- 1205年 - 鶴ヶ峯の戦い
- 1889年 - 町村制施行
  - 都筑郡二俣川村、三反田村、市野沢村、今井村、小高新田→都筑郡二俣川村
  - 都筑郡上川井村、下川井村、川井村、今宿村、上白根村、下白根村→都筑郡都岡村
    - 都岡村は当初「都筑村」を名乗ろうとしたが、現在の都筑区内にも名乗りを挙げた所があったため「都筑郡の岡」という意味で「都岡村」、「都筑郡の田」という意味で「都田村」となった。なお、都田村は町制時に川和町に改称している。

  - 都筑郡上星川村、川島村→都筑郡西谷村
- 1926年5月12日 - 相模鉄道の前身で、相模川の砂利運搬を主な業務とする神中鉄道が二俣川駅〜厚木駅間を開業させる。
- 同年12月1日 - 神中鉄道が星川駅（現・上星川駅）まで延長。
- 1930年10月25日 - 鶴ヶ峰駅が開業。（1933年12月27日に横浜駅まで開通）
- 1933年‐二俣下川駅が開業。（1944年休止）
  - 駅近くの本村地区には当時二俣川村役場などがあった。
- 1939年4月1日 -  都筑郡都岡村と二俣川村が保土ケ谷区に編入される。（都筑郡新治村は港北区に編入される）
- 1964年11月 - 相鉄線の本厚木駅乗り入れ廃止
- 1969年10月1日 - （旧）保土ケ谷区から（新）保土ケ谷区と旭区が新設され発足した。
- 1976年4月8日 - 相模鉄道いずみ野線二俣川駅〜いずみ野駅（当時戸塚区、現在泉区）が開業。区内には南万騎が原駅が設置される。
- 1990年 - 二俣川駅周辺地区の再開発が始まる。
- 2003年 - 鶴ヶ峰駅南口地区の再開発が始まる。

### 区名の由来
旭区は典型的な瑞祥地名である。
保土ケ谷区から分区する新区名への応募総数は、801通あった。
| 順位 | 区名         | 応募数 |
| ---- | ------------ | ------ |
| 1位  | 西保土ケ谷区 | 119    |
| 2位  | 港西区       | 116    |
| 3位  | 鶴ヶ峰区     | 86     |
| 4位  | 富士見区     | 80     |
| 5位  | 旭区         | 47     |
| 6位  | 緑区         | 42     |
| 7位  | 相模区       | 23     |
| 8位  | 二俣川区     | 17     |
| 9位  | 希望が丘区   | 11     |
| 10位 | 西保区       | 6      |

画数が少なくシンプルで、朝日が昇るような将来性を意味するという理由で5位の「旭区」が採用された。

## 人口
- 1970年 161,187
- 1975年 200,245
- 1980年 210,887
- 1985年 234,544
- 1990年 248,882
- 1995年 251,052
- 2000年 252,836
- 2005年 249,680
- 2010年 251,086
- 2015年 247,144

## 町名
旭区内では、一部の区域で住居表示に関する法律に基づく住居表示が実施されている。
| 町名             | よみ                   | 設置年月日                    | 住居表示実施年月日 | 住居表示実施直前の町名                                          | 備考                     |
| ---------------- | ---------------------- | ----------------------------- | ------------------ | --------------------------------------------------------------- | ------------------------ |
| 中白根一丁目     | なかしらね             | 1989年8月21日                 | 1989年8月21日      | 上白根町、白根町、緑区寺山町の各一部                            |                          |
| 中白根二丁目     | なかしらね             | 1989年8月21日                 | 1989年8月21日      | 上白根町、白根町、緑区寺山町の各一部                            |                          |
| 中白根三丁目     | なかしらね             | 1989年8月21日                 | 1989年8月21日      | 上白根町、白根町、緑区寺山町の各一部                            |                          |
| 中白根四丁目     | なかしらね             | 1989年8月21日                 | 1989年8月21日      | 上白根町、白根町、緑区寺山町の各一部                            |                          |
| 川島町           | かわしまちょう         | 1927年4月1日                  | 未実施             |                                                                 | 本区に属する部分に限る。 |
| 鶴ケ峰一丁目     | つるがみね             | 1968年3月15日                 | 未実施             |                                                                 |                          |
| 鶴ケ峰二丁目     | つるがみね             | 1968年3月15日                 | 未実施             |                                                                 |                          |
| 西川島町         | にしかわしまちょう     | 1969年10月1日                 | 未実施             |                                                                 |                          |
| 市沢町           | いちざわちょう         | 1939年4月1日                  | 未実施             |                                                                 |                          |
| 左近山           | さこんやま             | 1969年10月1日                 | 未実施             |                                                                 |                          |
| 小高町           | おたかちょう           | 1939年4月1日                  | 未実施             |                                                                 |                          |
| 三反田町         | さんたんだちょう       | 1939年4月1日                  | 未実施             |                                                                 |                          |
| 白根町           | しらねちょう           | 1941年1月1日                  | 未実施             |                                                                 |                          |
| 白根一丁目       | しらね                 | 1988年7月25日                 | 1988年7月25日      | 白根町、川島町、鶴ケ峰2、鶴ケ峰本町、西川島町の各一部           |                          |
| 白根二丁目       | しらね                 | 1988年7月25日                 | 1988年7月25日      | 白根町、川島町、鶴ケ峰2、鶴ケ峰本町、西川島町の各一部           |                          |
| 白根三丁目       | しらね                 | 1988年7月25日                 | 1988年7月25日      | 白根町、川島町、鶴ケ峰2、鶴ケ峰本町、西川島町の各一部           |                          |
| 白根四丁目       | しらね                 | 1988年7月25日                 | 1988年7月25日      | 白根町、川島町、鶴ケ峰2、鶴ケ峰本町、西川島町の各一部           |                          |
| 白根五丁目       | しらね                 | 1988年7月25日                 | 1988年7月25日      | 白根町、川島町、鶴ケ峰2、鶴ケ峰本町、西川島町の各一部           |                          |
| 白根六丁目       | しらね                 | 1988年7月25日                 | 1988年7月25日      | 白根町、川島町、鶴ケ峰2、鶴ケ峰本町、西川島町の各一部           |                          |
| 白根七丁目       | しらね                 | 1988年7月25日                 | 1988年7月25日      | 白根町、川島町、鶴ケ峰2、鶴ケ峰本町、西川島町の各一部           |                          |
| 白根八丁目       | しらね                 | 1988年7月25日                 | 1988年7月25日      | 白根町、川島町、鶴ケ峰2、鶴ケ峰本町、西川島町の各一部           |                          |
| 上白根町         | かみしらねちょう       | 1939年4月1日                  | 未実施             |                                                                 |                          |
| 上白根一丁目     | かみしらね             | 1989年8月21日                 | 1989年8月21日      | 上白根町、白根町、緑区寺山町の各一部                            |                          |
| 上白根二丁目     | かみしらね             | 1989年8月21日                 | 1989年8月21日      | 上白根町、白根町、緑区寺山町の各一部                            |                          |
| 上白根三丁目     | かみしらね             | 1989年8月21日                 | 1989年8月21日      | 上白根町、白根町、緑区寺山町の各一部                            |                          |
| 今宿町           | いまじゅくちょう       | 1939年4月1日                  | 未実施             |                                                                 |                          |
| 今宿東町         | いまじゅくひがしちょう | 1972年5月1日                  | 未実施             |                                                                 |                          |
| 今宿西町         | いまじゅくにしちょう   | 1972年5月1日                  | 未実施             |                                                                 |                          |
| 今宿南町         | いまじゅくみなみちょう | 1974年3月15日                 | 未実施             |                                                                 |                          |
| 都岡町           | つおかちょう           | 1965年11月25日                | 未実施             |                                                                 |                          |
| 川井宿町         | かわいしゅくちょう     | 1965年2月1日                  | 未実施             |                                                                 |                          |
| 川井本町         | かわいほんちょう       | 1965年2月1日                  | 未実施             |                                                                 |                          |
| 上川井町         | かみかわいちょう       | 1939年4月1日                  | 未実施             |                                                                 |                          |
| 若葉台一丁目     | わかばだい             | 1979年2月25日                 | 1979年3月26日      | 若葉台1の全部                                                   |                          |
| 若葉台二丁目     | わかばだい             | 1979年2月25日                 | 1982年7月19日      | 若葉台2の全部、緑区十日市場町、緑区長津田町、緑区三保町の各一部 |                          |
| 若葉台三丁目     | わかばだい             | 1979年2月25日                 | 1982年7月19日      | 若葉台3の全部                                                   |                          |
| 若葉台四丁目     | わかばだい             | 1979年2月25日                 | 1983年5月1日       | 若葉台4の全部                                                   |                          |
| 下川井町         | しもかわいちょう       | 1939年4月1日                  | 未実施             |                                                                 |                          |
| 矢指町           | やさしちょう           | 1965年11月25日                | 未実施             |                                                                 |                          |
| 金が谷           | かねがや               | 1965年11月15日                | 未実施             |                                                                 |                          |
| 金が谷一丁目     | かねがや               | 1991年11月11日 1992年10月19日 | 1991年11月11日     | 金が谷、今宿町の各一部 金が谷の一部（二丁目に編入される）       |                          |
| 金が谷二丁目     | かねがや               | 1991年11月11日                | 1991年11月11日     | 金が谷、今宿町の各一部                                          |                          |
| 笹野台一丁目     | ささのだい             | 1991年11月11日                | 1991年11月11日     | 笹野台の全部及び金が谷の一部                                    |                          |
| 笹野台二丁目     | ささのだい             | 1991年11月11日                | 1991年11月11日     | 笹野台の全部及び金が谷の一部                                    |                          |
| 笹野台三丁目     | ささのだい             | 1991年11月11日                | 1991年11月11日     | 笹野台の全部及び金が谷の一部                                    |                          |
| 笹野台四丁目     | ささのだい             | 1991年11月11日                | 1991年11月11日     | 笹野台の全部及び金が谷の一部                                    |                          |
| 今川町           | いまがわちょう         | 1961年11月1日                 | 未実施             |                                                                 |                          |
| 四季美台         | しきみだい             | 1961年11月1日                 | 未実施             |                                                                 |                          |
| 中沢一丁目       | なかざわ               | 1996年10月21日                | 1996年10月21日     | 中沢町の全部及び今川町、今宿町、中尾町、四季美台の各一部        |                          |
| 中沢二丁目       | なかざわ               | 1996年10月21日                | 1996年10月21日     | 中沢町の全部及び今川町、今宿町、中尾町、四季美台の各一部        |                          |
| 中沢三丁目       | なかざわ               | 1996年10月21日                | 1996年10月21日     | 中沢町の全部及び今川町、今宿町、中尾町、四季美台の各一部        |                          |
| 中尾一丁目       | なかお                 | 1996年10月21日                | 1996年10月21日     | 中尾町、二俣川1の各一部                                         |                          |
| 中尾二丁目       | なかお                 | 1996年10月21日                | 1996年10月21日     | 中尾町、二俣川1の各一部                                         |                          |
| 二俣川一丁目     | ふたまたがわ           | 1964年3月1日                  | 未実施             |                                                                 |                          |
| 二俣川二丁目     | ふたまたがわ           | 1964年3月1日                  | 未実施             |                                                                 |                          |
| 本村町           | ほんむらちょう         | 1961年11月1日                 | 未実施             |                                                                 |                          |
| 本宿町           | ほんじゅくちょう       | 1962年11月1日                 | 未実施             |                                                                 |                          |
| 南本宿町         | みなみほんじゅくちょう | 1962年11月1日                 | 未実施             |                                                                 |                          |
| 大池町           | おおいけちょう         | 1962年11月1日                 | 未実施             |                                                                 |                          |
| 万騎が原         | まきがはら             | 1963年11月15日                | 未実施             |                                                                 |                          |
| 柏町             | かしわちょう           | 1963年11月15日                | 未実施             |                                                                 |                          |
| さちが丘         | さちがおか             | 1964年3月1日                  | 未実施             |                                                                 |                          |
| 東希望が丘       | ひがしきぼうがおか     | 1961年4月1日                  | 未実施             |                                                                 |                          |
| 中希望が丘       | なかきぼうがおか       | 1961年4月1日                  | 未実施             |                                                                 |                          |
| 南希望が丘       | みなみきぼうがおか     | 1961年4月1日                  | 未実施             |                                                                 |                          |
| 善部町           | ぜんぶちょう           | 1961年11月1日                 | 未実施             |                                                                 |                          |
| 桐が作           | きりがさく             | 1970年5月1日                  | 未実施             |                                                                 |                          |
| 今宿一丁目       | いまじゅく             | 1997年10月27日                | 1997年10月27日     | 今宿町の一部                                                    |                          |
| 今宿二丁目       | いまじゅく             | 1997年10月27日                | 1997年10月27日     | 今宿町の一部                                                    |                          |
| 鶴ケ峰本町一丁目 | つるがみねほんちょう   | 2000年10月23日                | 2000年10月23日     | 鶴ケ峰本町の全部及び鶴ケ峰1・2、今宿東町の各一部                |                          |
| 鶴ケ峰本町二丁目 | つるがみねほんちょう   | 2000年10月23日                | 2000年10月23日     | 鶴ケ峰本町の全部及び鶴ケ峰1・2、今宿東町の各一部                |                          |
| 鶴ケ峰本町三丁目 | つるがみねほんちょう   | 2000年10月23日                | 2000年10月23日     | 鶴ケ峰本町の全部及び鶴ケ峰1・2、今宿東町の各一部                |                          |

## 生活

### 住宅団地
- ヴィンテージヴィラ横浜（若葉台, 神奈川県住宅供給公社・清水建設、初の公的高齢者ケア付き、1989年）
- 横浜若葉台団地（神奈川県住宅供給公社若葉台団地） - 若葉台・横浜都市計画事業（一団地の住宅施設）
- 左近山団地（旧日本住宅公団（現・UR）左近山団地） - 左近山
- 市沢団地
- 県営今宿第二団地（今宿南町）
- 県営白根団地（白根3丁目）
- 市営住宅 東希望が丘ハイツ
- 市営住宅 旭グリーンハイツ
- 市営住宅 中希望が丘ハイツ
- 市営住宅 善部町
- 市営住宅 ひかりが丘
- 市営住宅 ルブワール
- 市営住宅 二俣川宮沢
- 市営住宅 鶴ケ峰南
- 市営住宅 川井本町
- 市営住宅 グリーンヒル上白根
- 市営住宅 今宿ハイツ
- 市営住宅 ハーヴェストコート
- 県営グリーンヒル市沢（市沢町704外）
- 県営鶴ケ峰団地（鶴ケ峰1-53外）
- 県営希望ヶ丘団地（中希望が丘73-4）
- 県営万騎ヶ原団地（万騎が原39外）
- 県営新白根団地（白根7丁目）
- 県営上白根ハイツ（上白根2-46外）
- 県営ヴィラ川井本町（川井本町32）

### 健康
- 平均年齢 46.27歳（2013年1月1日）

平均年齢は、横浜市18区中一番高い。（横浜市の平均は44.13歳）
- 年齢別人口割合 0〜14歳：12.6%、15〜64歳：61.4%、65歳以上：25.8%（2013年1月1日）

65歳以上高齢化率は横浜市18区中、栄区に次いで二番目の高さ。（横浜市の平均は21.3%）

## 行政
区長
- 権藤由紀子（2021年4月1日 - ）

歴代区長
- 初代 島本為三（1969年10月1日 - 1971年6月9日）
- 2代 石黒善雄（1971年6月10日 - 1973年4月25日）
- 3代 門倉政秋（1973年4月26日 - 1975年6月1日）
- 4代 豊田敏郎（1975年6月2日 - 1977年6月9日）
- 5代 式守健一（1977年6月10日 - 1979年6月7日）
- 6代 横山幸藏（1979年6月10日 - 1983年5月31日）
- 7代 上久保忠（1983年6月1日 - 1987年6月9日）
- 8代 立神孝（1987年6月10日 - 1989年12月31日）
- 9代 齋藤主計（1990年1月1日 - 1992年5月31日）
- 10代 杉山明英（1992年6月1日 - 1994年6月30日）
- 11代 川井秋彦（1994年7月1日 - 1998年4月30日）
- 12代 吉里弘明（1998年5月1日 - 2000年3月31日）
- 13代 加藤智（2000年4月1日 - 2003年3月31日）
- 14代 岸本孝男（2003年4月1日 - 2005年3月31日）
- 15代 早渕直樹（2005年4月1日 - 2007年3月31日）
- 16代 綾部一明（2007年4月1日 - 2009年3月31日）
- 17代 萩原博（2009年4月1日 - 2011年4月30日）
- 18代 濱陽太郎（2011年5月1日 - 2014年3月31日 ）
- 19代 池戸淳子（2014年4月1日 - 2018年3月31日）
- 20代 下田 康晴（2018年4月1日 - 2021年3月31日）

## 産業
一昔前までは農家や、帷子川沿いに横浜スカーフの染色工場が点在していたが、スカーフ工場については現在全て姿を消した。 
また、戦前は八王子街道沿いを中心に養蚕業や氷業が栄えた。
現在は区内の大半が住宅地であるが、大規模小売店舗は団地周辺を除くと国道16号を含めて道路沿いの郊外型が少なく、駅近辺に集中している。
北西部に瀬谷区、町田市まで保土ヶ谷バイパス沿いに工業地帯がある。また、保土ヶ谷バイパス沿いや区の西部では生産緑地があり、2013年現在では主に野菜、果物の生産を行っている。
- 本社が所在する主な企業 
  - タカナシ乳業
  - ワットマン
  - 横浜農業協同組合
  - ツカサ

## 教育

### 専門学校
- 神奈川県立よこはま看護専門学校
- 日産横浜自動車大学校

### 高等学校
公立
- 神奈川県立旭高等学校
- 神奈川県立希望ヶ丘高等学校
- 神奈川県立二俣川看護福祉高等学校
- 神奈川県立横浜旭陵高等学校

私立
- 星槎高等学校（※中高併設）
- 横浜商科大学高等学校

### 中等教育学校
私立
- 横浜富士見丘学園中等教育学校

### 中学校
公立
- 横浜市立旭中学校
- 横浜市立今宿中学校
- 横浜市立上白根北中学校
- 横浜市立希望が丘中学校
- 横浜市立左近山中学校
- 横浜市立都岡中学校
- 横浜市立鶴ヶ峯中学校
- 横浜市立本宿中学校
- 横浜市立万騎が原中学校
- 横浜市立南希望が丘中学校
- 横浜市立若葉台中学校

私立
- 星槎中学校（※中高併設）

### 小学校
- 横浜市立市沢小学校
- 横浜市立今宿小学校
- 横浜市立今宿南小学校
- 横浜市立上川井小学校
- 横浜市立上白根小学校
- 横浜市立川井小学校
- 横浜市立希望ヶ丘小学校
- 横浜市立左近山小学校[注 2]
- 横浜市立笹野台小学校
- 横浜市立さちが丘小学校
- 横浜市立四季の森小学校[注 3]
- 横浜市立白根小学校
- 横浜市立善部小学校
- 横浜市立都岡小学校
- 横浜市立鶴ヶ峯小学校
- 横浜市立中尾小学校
- 横浜市立中沢小学校
- 横浜市立東希望が丘小学校
- 横浜市立二俣川小学校
- 横浜市立不動丸小学校
- 横浜市立本宿小学校
- 横浜市立万騎が原小学校
- 横浜市立南本宿小学校
- 横浜市立若葉台小学校
- 横浜三育小学校（私立）

### 特別支援学校
- 左近山特別支援学校[注 4]
- 若葉台特別支援学校（横浜わかば学園）[注 5]

### 職業訓練施設
- 神奈川県立産業技術短期大学校（職業能力開発促進法に基づく職業能力開発短期大学校）
- 神奈川県立東部総合職業技術校二俣川支所
- 湘北建築高等職業訓練校[注 6]

## 公共施設
地区センター（6か所）
- 若葉台地区センター
- 白根地区センター
- 都岡地区センター
- 今宿地区センター
- 市沢地区センター
- 希望が丘地区センター

コミュニティハウス（7か所）
- 今宿南（今宿南小学校内）
- 上白根
- 左近山（左近山特別支援学校内）
- 鶴ケ峰
- ひかりが丘（ひかりが丘小学校内）
- 東希小（東希望が丘小学校内）
- 若葉台（横浜わかば学園）（若葉台特別支援学校内）

地域ケアプラザ（10か所）
- 今宿地域ケアプラザ
- 今宿西地域ケアプラザ
- 上白根地域ケアプラザ
- 川井地域ケアプラザ
- 左近山地域ケアプラザ
- 鶴ケ峰地域ケアプラザ
- ひかりが丘地域ケアプラザ
- 万騎が原地域ケアプラザ
- 南希望が丘地域ケアプラザ
- 若葉台地域ケアプラザ

文化施設
- 旭図書館
- 神奈川県立公文書館
- 旭公会堂（区役所4階）
- 旭区民文化センター「サンハート」
- 旭区市民活動支援センター「みなくる」（ココロット鶴ヶ峰内）
- おおいけらんど上白根大池公園（こどもログハウス）
- 神奈川県ライトセンター

スポーツ施設、野外活動施設
- 横浜市旭スポーツセンター
- 本村スポーツ会館
- こども自然公園野球場
- 今川公園運動広場・屋外テニスコート
- 旭プール（屋内温水プール有り）
- 鶴ケ峰本町プール
- 大貫谷公園プール
- こども自然公園青少年野外活動センター

### 主な医療機関
- 横浜旭中央総合病院（若葉台）
- 赤枝病院（上川井町）
- 横浜鶴ヶ峰病院（川島町）
- 聖マリアンナ医科大学横浜市西部病院（矢指町）
- 左近山中央診療所（左近山）
- あさひの丘病院（川井本町）
- 神奈川病院（川井本町）
- 神奈川県立がんセンター（中尾）
- 日向台病院（市沢町）
- 新緑脳神経外科（市沢町）
- 横浜療育医療センター（市沢町）
- 保土ヶ谷病院（白根）
- 横浜カメリアホスピタル（白根町）
- 上白根病院（上白根）

## 交通

### 鉄道路線
相模鉄道（相鉄）
 相鉄本線
- - 鶴ヶ峰駅 - 二俣川駅 - 希望ヶ丘駅 -

 相鉄いずみ野線
- 二俣川駅 - 南万騎が原駅 -

- その他、東海道新幹線が新横浜駅 - 小田原駅間で 6km 弱にわたって当区（二俣川周辺）を通過している。
- 上川井・若葉台地域では緑区の十日市場駅、長津田駅、青葉区の青葉台駅および大和市の鶴間駅を、笹野台・今宿地域では瀬谷区の三ツ境駅、上白根・川井本町・川井宿町地域では緑区の中山駅、左近山・市沢町地域では戸塚区の東戸塚駅、市沢町地域では保土ケ谷区の和田町駅を利用する事ができる。

### 路線バス
- 相鉄バス
  - 横浜営業所（和田町駅発着路線を担当）
  - 旭営業所（主に鶴ヶ峰駅・二俣川駅・三ツ境駅発着路線を担当）
  - 綾瀬営業所（深夜急行バスを担当）
- 横浜市営バス
  - 若葉台営業所（主に若葉台中央・青葉台駅発着路線を担当）
- 神奈川中央交通
  - 中山営業所（旧：大和営業所中山操車所） - 2015年1月に緑区寺山町から移転。（主に鶴ヶ峰駅・若葉台中央発着路線を担当）
  - 大和営業所（主に鶴間駅・三ツ境駅発着路線を担当）
- 東急バス
  - 青葉台営業所（青23系統の「若葉台中央」と「若葉台車庫前」停留所のみ）
- 京浜急行バス（相鉄バスと共同運行で羽田空港行き高速バスのみ）

### 道路
国道
- 国道16号保土ヶ谷バイパス
  - （横浜町田IC） - 上川井IC - 下川井IC - 本村IC - 南本宿IC - （新桜ヶ丘IC）

保土ヶ谷区の新保土ヶ谷インターチェンジから二俣川駅付近・横浜町田ICを経由して、南町田北交差点に至る自動車専用道路。上川井ICから南町田北交差点間の町田立体は、地上を通過する大和バイパスの上を通過する。東名高速道路や横浜新道・首都高速湾岸線などに接続するため交通量は極めて多い。
- 国道16号大和バイパス
  - （横浜町田IC） - 上川井IC

上川井ICから大和市下鶴間地先に至るバイパス道路。横浜町田ICに接続するほか、東名入口交差点で国道246号と接続する。
- 国道16号（八王子街道）

旧16号とも呼ばれる。横浜市中心部から鶴ヶ峰駅付近を通過して、上川井ICで保土ヶ谷バイパスと交差し、目黒交差点で国道246号と接続する。大和市下鶴間地先で大和バイパスと合流する。
県道
- 神奈川県道40号横浜厚木線（厚木街道）

鶴ヶ峰駅付近から二俣川駅・大和駅付近を通過して相模大橋を越え、厚木市厚木に至る県道。二俣川駅付近や、大和市の光が丘歩道橋付近で慢性的に渋滞する。南台交差点で中原街道と交差する。
- 神奈川県道45号丸子中山茅ヶ崎線（中原街道）

川崎市中原区の丸子橋から武蔵小杉駅・中山駅・三ツ境駅付近を通過し、茅ヶ崎市に至る県道。下川井ICで保土ヶ谷バイパスと接続する。下川井IC付近と、大和市の桜ヶ丘駅付近で慢性的な渋滞が見られる。
- 神奈川県道401号瀬谷柏尾線
- 神奈川県道402号阿久和鎌倉線

市道
- 環状2号線
- 環状4号線（北西部区境）

## 名所・旧跡・観光スポット
- よこはま動物園ズーラシア（横浜動物の森公園内）
- こども自然公園（通称：大池公園）・万騎ヶ原ちびっこ動物園（野毛山動物園の分園）
- 畠山重忠古戦場史跡（鶴ケ峰・二俣川）。横浜市登録地域文化財に登録されている[6]。
- 白根公園・白根不動 - 空海（弘法大師）作と伝承する本尊不動明王像を祀っている。また境内にある白糸の滝の幅は市内最大である。
- 四季の森公園（住居表示は緑区・一部は旭区）。
- ゴルフ場[注 7]
  - 戸塚カントリー倶楽部
  - 程ヶ谷カントリー倶楽部（神戸・六甲山ゴルフ場と並び、最古の歴史を誇る。旧浅野財閥系）
  - 横浜カントリークラブ（住居表示は保土ケ谷区）
- 温泉
  - 竜泉寺の湯 横濱鶴ヶ峰店（スーパー銭湯）
  - 上川井温泉
- 矢指谷遺跡 横浜市最古の旧石器時代の遺跡。
- 大貫谷戸水路橋

## 出身有名人
- 阿波野秀幸（元プロ野球選手）
- 内田さゆり（元女優、元子役）
- 内田洋貴（実業家）
- 瑛人（シンガーソングライター）
- 加瀬亮（俳優）
- 木田勇（元プロ野球選手）
- 黒石高大（格闘家・俳優）
- 髙地優吾（歌手、SixTONESのメンバー）[7]
- 小林賢太郎（コメディアン『ラーメンズ』）
- 佐野進也（俳優）
- 鈴木翔天（プロ野球選手）
- 須藤理彩（女優）
- TiA（シンガーソングライター）
- てつろう（ミュージシャン）
- 戸塚優斗（スノーボーダー）
- 中野栄一（元プロ野球選手）
- 二ノ宮隆太郎（映画監督・俳優）
- 端戸仁（サッカー選手）
- 藤井貴彦（元日本テレビアナウンサー）
- 横浜流星（俳優）
- 米倉涼子（女優）

## 旭区を舞台にした作品
ドラマ
- 早春スケッチブック - フジテレビ系列で1983年に放映された、山田太一脚本の連続ドラマ。相鉄本線希望ヶ丘駅周辺一帯や神奈川県立希望ヶ丘高等学校、相鉄いずみ野線南万騎が原駅附近を舞台として、当時ロケが行われた。
- 2時間ドラマ「東北四大祭り殺人事件」の一部シーンは若葉台でロケが行われた。
- 流れ星 - フジテレビ系列で2010年に放映。第一話の撮影で相鉄本線鶴ヶ峰駅付近のザ・プライス横の踏切が使われた。
- 家族ゲーム - フジテレビ系列で2013年に放映。主人公の住む町は横浜市旭区今宿の二俣川ニュータウンで、全話で登場した。
- 医龍4 - フジテレビ系列で2014年に放映。L&P病院の内装の多くは神奈川県立がんセンターで、伊集院の彼女が電話していた場所は二俣川駅北口厚木街道歩道橋。
- コウノドリ - TBS系列で2015年に放映。ペルソナ総合医療センターの外観、内装ともに神奈川県立がんセンターである。院外の道なども度々登場している。
- 逃げるは恥だが役に立つ - TBS系列で2016年に放映。主人公の住む町の設定として、南万騎が原が設定され、ドラマ中でも再開発された南万騎が原駅が登場している。
- ラジエーションハウス〜放射線科の診断レポート〜 - フジテレビ系列で2019年に放映。甘春総合病院の内装の多くは神奈川県立がんセンターである。

小説
- 冷血（髙村薫） - 旭区内の国道16号線沿いに住む男らによる殺人事件を描いたストーリー。東京の高級住宅街と対比させるように、旭区から町田、相模原付近の16号沿線エリアの描写がある。

映画
- Laundry（2002年、森淳一監督、出演：窪塚洋介）- 登場するランドリーは旭区今宿で撮影
- さよならみどりちゃん（2005年、古厩智之監督） - 希望ケ丘が舞台
- ヘヴンズ ストーリー（2010年、瀬々敬久監督） - 登場する団地を横浜若葉台団地や上白根で撮影
- ストロボ・エッジ（2015年、廣木隆一監督、4度目の共演となる福士蒼汰と有村架純のW主演で映画化された） - 撮影場所となった相鉄いずみ野線などではストロボ･エッジに関する広告などが張られ、相模鉄道の10000系にストロボ･エッジのラッピングが行われた（使用車両は10703F）。
- 枝葉のこと（2017年、二ノ宮隆太郎監督） - 二俣川が舞台[8]

CM
- キリンビール「のどごし生」 - 当時のコマツストア白根店で撮影

## 区に関する事柄

### 区の歌
旭区の歌
- tvkのsakusakuで2006年05月19日に放送。

旭区民音頭
区制15周年記念として1984年作曲。
- 作詞：谷藤遊奇痴（公募入選）
- 補作詞：石本美由起
- 作曲：川口元義
- 編曲：佐伯亮
- 歌：佳山明生

### 区のマスコットキャラクター
2008年の旭区誕生40周年を記念して、公募により「あさひくん」というマスコットキャラクターが誕生している。